# Bob Ezrin
Robert Alan "Bob" Ezrin (født 1949) er en canadisk musikproducer, kendt for sit arbejde med kunstnere som Alice Cooper, Kiss og Pink Floyd.
1. ↑  Navnet er anført på engelsk og stammer fra Wikidata hvor navnet endnu ikke findes på dansk.